# Гипербола Киперта

Гипербола Киперта треугольника ABC. Гипербола Киперта проходит через вершины (A, B, C), ортоцентр (H) и центроид (G) треугольника.

Гипе́рбола Ки́перта — гипербола, определяемая по данному треугольнику. Если последний представляет собой треугольник общего положения, то эта гипербола является единственным коническим сечением, проходящим через его вершины, ортоцентр и центроид.

## Определение через изогональное сопряжение
Гипербола Киперта — кривая, изогонально сопряжённая прямой, проходящей через точку Лемуана и центр описанной окружности данного треугольника.
- Прямая, проходящая через центр описанной окружности и точку Лемуана, называется осью Брокара. На ней лежат точки Аполлония. Иначе говоря, гипербола Киперта — кривая, изогонально сопряжённая оси Брокара данного треугольника.

## Определение через треугольники в трилинейных координатах

Точка на гиперболе Киперта.

Определение через треугольники в трилинейных координатах:
Если три треугольника {\displaystyle XBC}, {\displaystyle YCA} и {\displaystyle ZAB} построены на сторонах треугольника {\displaystyle ABC}, являются подобными, равнобедренными с основаниями на сторонах исходного треугольника, и одинаково расположенными (то есть все они построены либо с внешней стороны, либо с внутренней стороны), то прямые {\displaystyle AX}, {\displaystyle BY} и {\displaystyle CZ} пересекаются в одной точке {\displaystyle N}. Тогда гипербола Киперта может быть определена виде геометрического места точек {\displaystyle N} (см. рис.).
Если общий угол при основании равен {\displaystyle \theta }, то вершины трёх треугольников имеют следующие трилинейные координаты:
- {\displaystyle X(-\sin \theta :\sin(C+\theta ):\sin(B+\theta ))}
- {\displaystyle Y(\sin(C+\theta ):-\sin \theta :\sin(A+\theta ))}
- {\displaystyle Z(\sin(B+\theta ):\sin(A+\theta ):-\sin \theta )}

## Трилинейные координатыпроизвольной точки N, лежащей на гиперболе Киперта
{\displaystyle (\operatorname {cosec} (A+\theta ):\operatorname {cosec} (B+\theta ):\operatorname {cosec} (C+\theta ))}.

## Уравнение гиперболы Киперта в трилинейных координатах
Геометрическое место точек {\displaystyle N} при изменении угла при основании треугольников {\displaystyle \theta } между {\displaystyle -\pi /2} и {\displaystyle \pi /2} является гиперболой Киперта с уравнением
{\displaystyle {\frac {\sin(B-C)}{x}}+{\frac {\sin(C-A)}{y}}+{\frac {\sin(A-B)}{z}}=0},
где {\displaystyle x}, {\displaystyle y}, {\displaystyle z} — трилинейные координаты точки {\displaystyle N} в треугольнике.

## Известные точки, лежащие на гиперболе Киперта
Среди точек, лежащих на гиперболе Киперта, имеются такие важные точки треугольника:
| Значение {\displaystyle \theta }                                                                                 | Точка {\displaystyle N}                                            |
| --- | ------------------------------------------------------------------ |
| {\displaystyle 0}                                                                                                | {\displaystyle G}, центроид треугольника {\displaystyle ABC} (X2)  |
| {\displaystyle \pi /2} (или {\displaystyle -\pi /2})                                                             | {\displaystyle O}, ортоцентр треугольника {\displaystyle ABC} (X4) |
| {\displaystyle \operatorname {arctg} [\operatorname {tg} (A/2)\operatorname {tg} (B/2)\operatorname {tg} (C/2)]} | Центр Шпикера (X10)                                                |
| {\displaystyle \pi /4}                                                                                           | Внешняя точка Вектена (Vecten points) (X485)                       |
| {\displaystyle -\pi /4}                                                                                          | Внутренняя точка Вектена (Vecten points) (X486)                    |
| {\displaystyle \pi /6}                                                                                           | {\displaystyle N_{1}}, первая точка Наполеона (X17)                |
| {\displaystyle -\pi /6}                                                                                          | {\displaystyle N_{2}}, вторая точка Наполеона (X18)                |
| {\displaystyle \pi /3}                                                                                           | {\displaystyle F_{1}}, первая точка Ферма (X13)                    |
| {\displaystyle -\pi /3}                                                                                          | {\displaystyle F_{2}}, вторая точка Ферма (X14)                    |
| {\displaystyle -A} (если {\displaystyle A<\pi /2}) {\displaystyle \pi -A} (если {\displaystyle A>\pi /2})        | Вершина {\displaystyle A}                                          |
| {\displaystyle -B} (если {\displaystyle B<\pi /2}) {\displaystyle \pi -B} (если {\displaystyle B>\pi /2})        | Вершина {\displaystyle B}                                          |
| {\displaystyle -C} (если {\displaystyle C<\pi /2}) {\displaystyle \pi -C} (если {\displaystyle C>\pi /2})        | Вершина {\displaystyle C}                                          |

## Перечень точек, лежащих на гиперболе Киперта
Гипербола Киперта проходит через следующие центры треугольника X(i):
- для i=2, (Центроид треугольника),
- i=4 (Ортоцентр),
- i=10 (Центр Шпикера; то есть, инцентр треугольника с вершинами в серединах сторон данного треугольника ABC[1]),
- i=13 (первая точка Ферма), i=14 (вторая точка Ферма),
- i=17 (первая точка Наполеона), i=18 (вторая точка Наполеона),
- i=76 (третья точка Брокара),
- i=83 (точка, изогонально сопряжённая серединной точке между точками Брокара[1]),
- i=94, 96,
- i=98 (Точка Тарри=Tarry point),
- i=226, 262, 275, 321,
- i=485 (Внешняя точка Вектена), i=486 (Внутренняя точка Вектена),
- i=598, 671, 801, 1029, 1131, 1132,
- i=1139 (внутренняя точка пятиугольника=inner pentagon point), i=1140 (внешняя точка пятиугольника=outer pentagon point),
- i=1327, 1328, 1446, 1676, 1677, 1751, 1916, 2009, 2010, 2051, 2052, 2394, 2592, 2593,
- i=2671 (первая точка золотого арбелоса=first golden arbelos point),
- i=2672 (вторая точка золотого арбелоса=second golden arbelos point),
- i=2986, 2996

## Обобщение теоремы Лестера в виде теоремы Б. Гиберта (2000)
Теорема Б. Гиберта (2000) обобщает теорему об окружности Лестера, а именно: любая окружность, диаметр которой является хордой гиперболы Киперта треугольника и перпендикулярен его прямой Эйлера, проходит через точки Ферма.

## История
Название данная гипербола получила в честь открывшего её немецкого математика Фридриха Вильгельма Августа Людвига Киперта (Friedrich Wilhelm August Ludwig Kiepert, 1846—1934).

## Свойства
- Гипербола Киперта — равносторонняя или равнобочная (то есть её асимптоты перпендикулярны), следовательно, её центр, обозначенный в энциклопедии центров треугольника как Х(115), лежит на окружности Эйлера.